# Петар Митић (певач)
Петар Митић (Врање, 1986) је српски фолк певач који се прославио учешћем у такмичењу Звезде Гранда. Са супругом певачицом Иваном Павковић има три сина.

## Дискографија

### Синглови[3]
- Још увек се трудим (2011)
- Немој да ме молиш (2012)Гранд фестивал са Јеленом Костов
- Гас до даске (2012)
- Само не иди (2014)
- Замало (2014) Гранд фестивал 2014.
- Ти си живот мој (2015) са Мега бенд
- Не спавам (2017)
- Нека гори све (2018) са Ем-си Јанко